# Osjakan (ort)
Osjakan (armeniska: Օշական) är en ort i Armenien. Den ligger i provinsen Aragatsotn, i den västra delen av landet, 19 km nordväst om huvudstaden Jerevan. Osjakan ligger 1 043 meter över havet och antalet invånare är 4 768.
Terrängen runt Osjakan är kuperad norrut, men söderut är den platt. Runt Osjakan är det ganska tätbefolkat, med 75 invånare per kvadratkilometer.. Närmaste större samhälle är huvudstaden Jerevan, 19,2 km sydost om Osjakan. 
Trakten runt Osjakan består till största delen av jordbruksmark.